# Dexia seticincta
Dexia seticincta är en tvåvingeart som beskrevs av Louis-Paul Mesnil 1980. Dexia seticincta ingår i släktet Dexia och familjen parasitflugor. Inga underarter finns listade i Catalogue of Life.